# Lutte aux Jeux olympiques de la jeunesse de 2018
Navigation
Édition précédente Édition suivante
Les épreuves de lutte aux Jeux olympiques de la jeunesse de 2018 ont lieu au Parque Olímpico de la Juventud, Villa Soldati, à Buenos Aires, en Argentine, du 12 au 14 octobre 2018.
L'Iran, la Russie et le Japon obtiennent chacun deux titres et deux autres médailles ce qui les classe comme premières nations. Plus largement les pays d'Asie centrale et Europe orientale sont présents dans la plupart des podiums.

## Compétitions garçons

### Libre
| Compétition | Or                  | Argent              | Bronze                  |
| ----------- | ------------------- | ------------------- | ----------------------- |
| 48 kg       | Umidjon Jalolov     | Giorgi Gegelashvili | Halil Gökdeniz          |
| 55 kg       | Robert Howard       | Hernán Almendra     | Vladyslav Ostapenko     |
| 65 kg       | Turan Bayramov      | Mohammad Karimi     | Inayat Ullah            |
| 80 kg       | Akhmedkhan Tembotov | Fateh Benferdjallah | Mukhammadrasul Rakhimov |
| 110 kg      | Sergei Kozyrev      | Amir Hossein Zare   | Ahmed Mahmoud Khalil    |

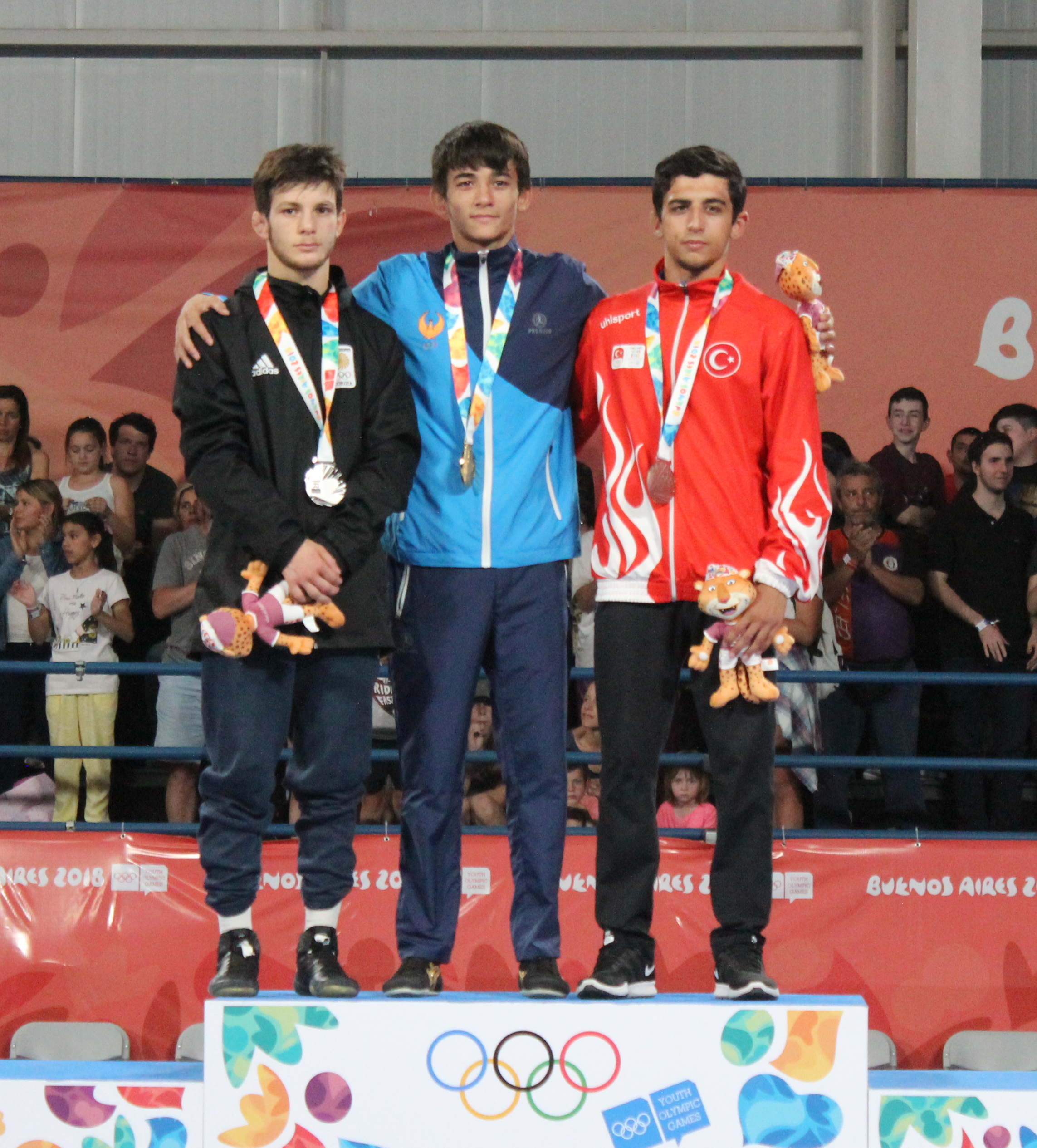
48 kg
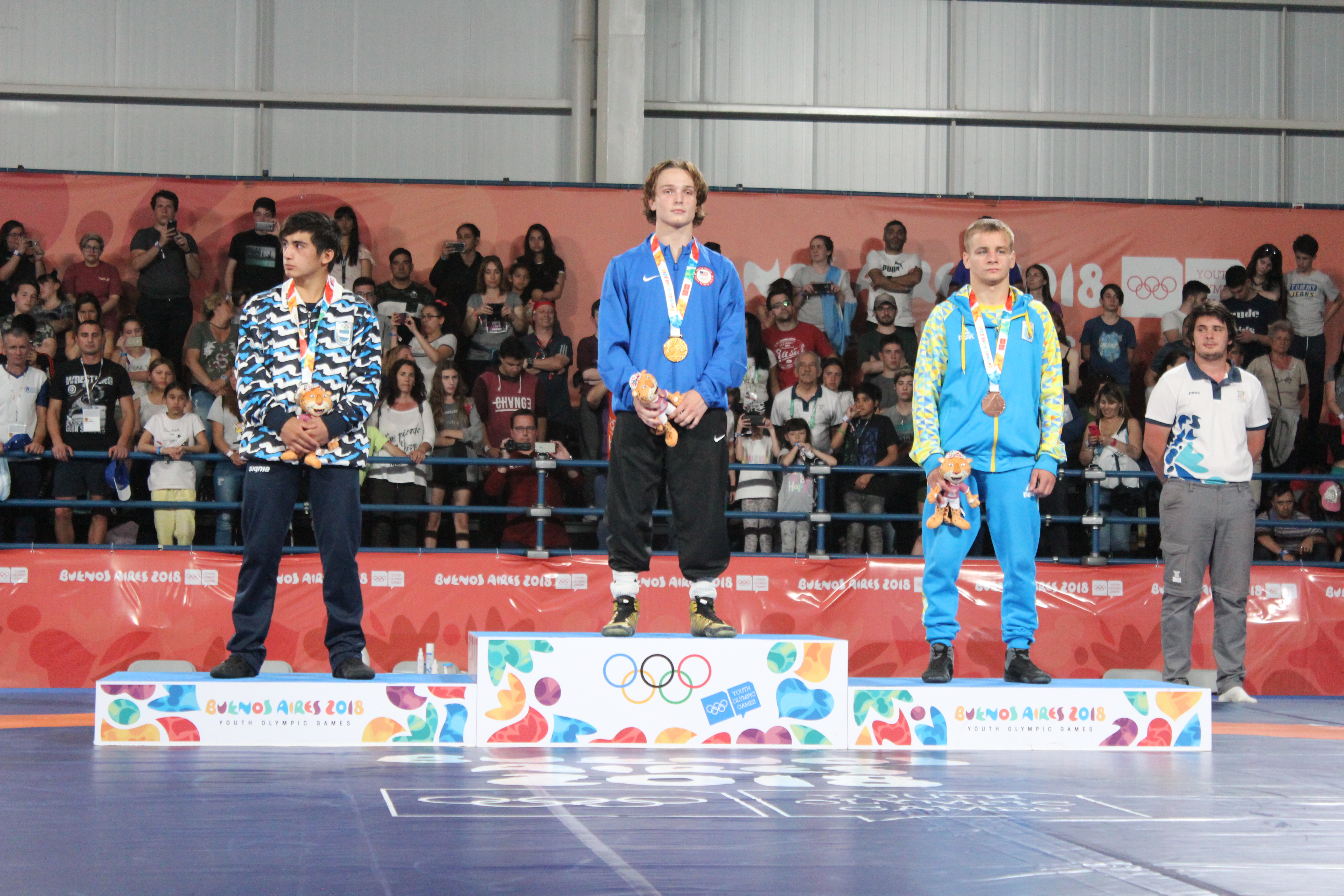
55 kg
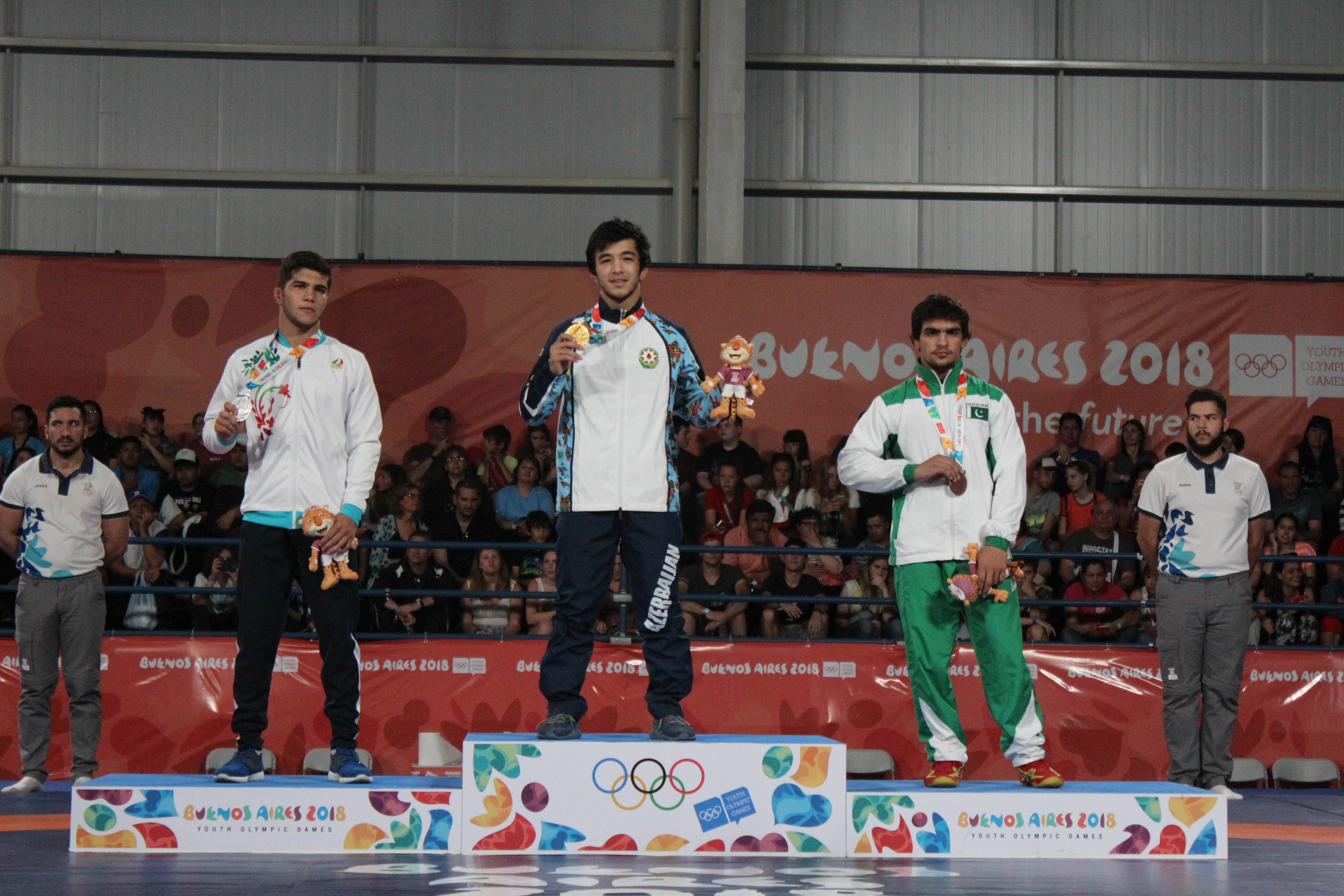
65 kg
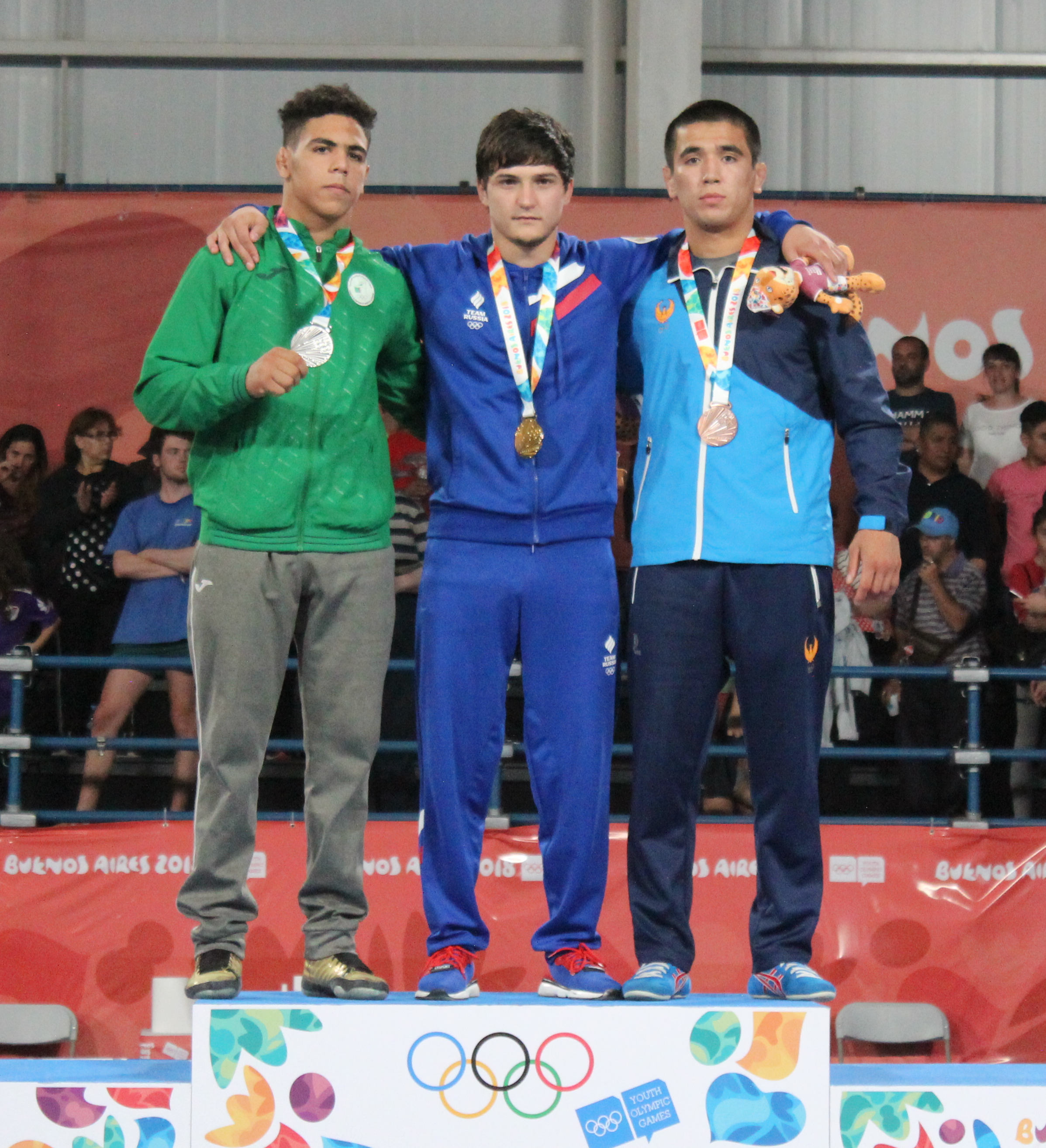
80 kg
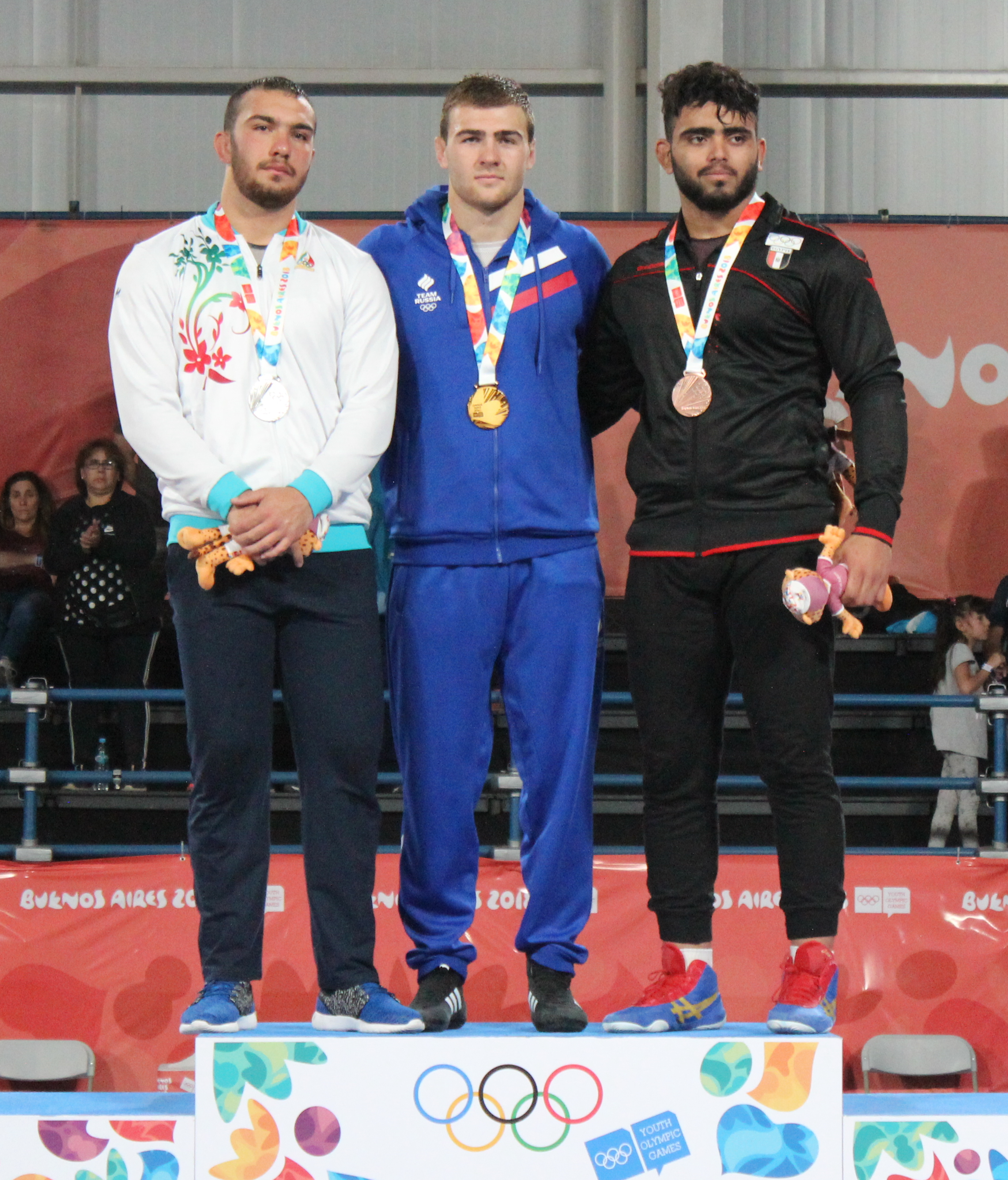
110 kg

### Gréco-romaine
| Compétition | Or                   | Argent                  | Bronze             |
| ----------- | -------------------- | ----------------------- | ------------------ |
| 45 kg       | Amir Reza Dehbozorgi | Jeremy Peralta González | Edmond Nazaryan    |
| 51 kg       | Wataru Sasaki        | Giorgi Tokhadze         | Axel Salas         |
| 60 kg       | Giorgi Chkhikvadze   | Elmirbek Sadyrov        | Sahak Hovhannisyan |
| 71 kg       | Alexandrin Guţu      | Stepan Starodubtsev     | Shu Yamada         |
| 92 kg       | Mohammad Nosrati     | Osman Ayaydın           | Mukhammad Evloev   |

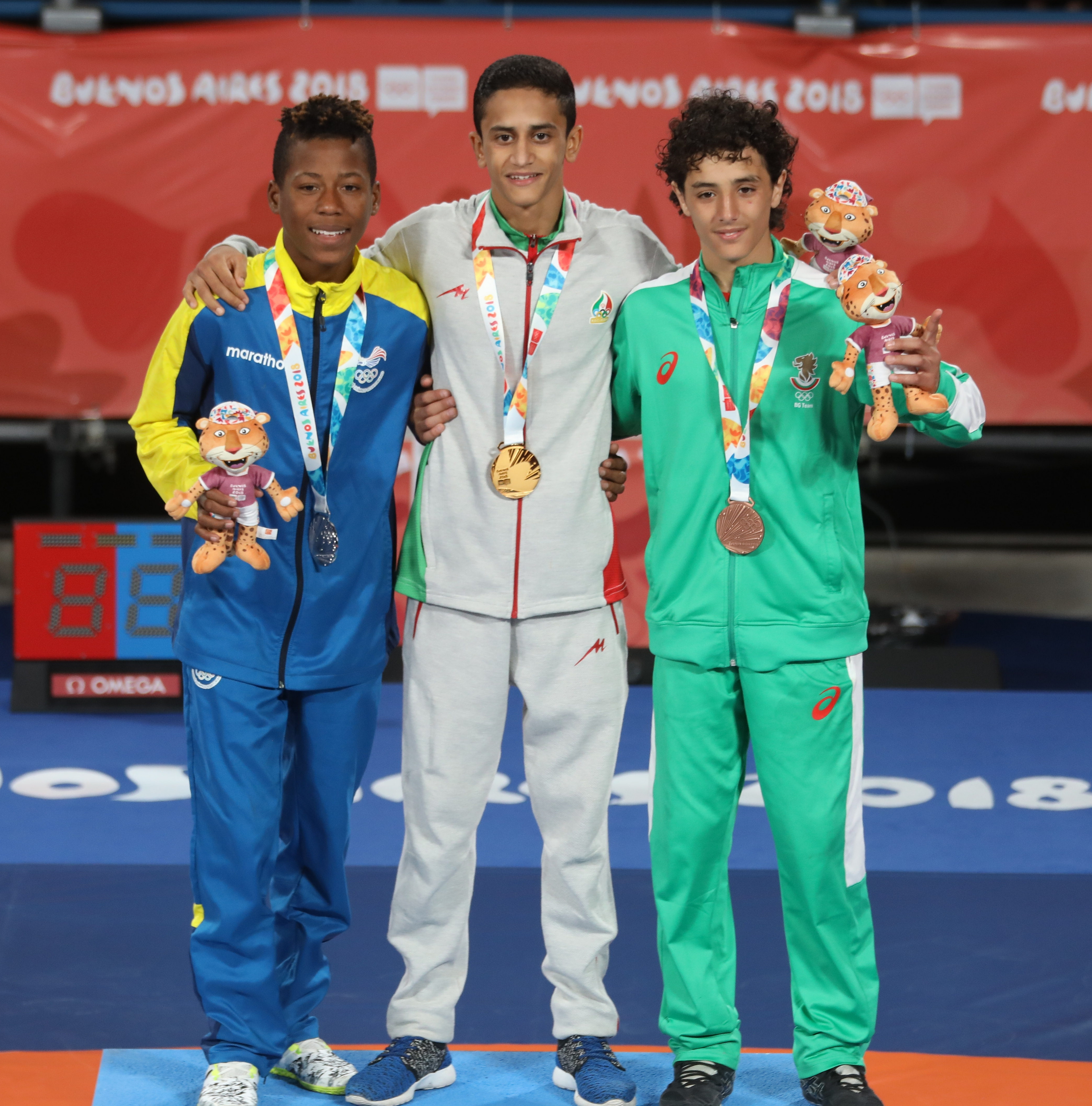
45 kg
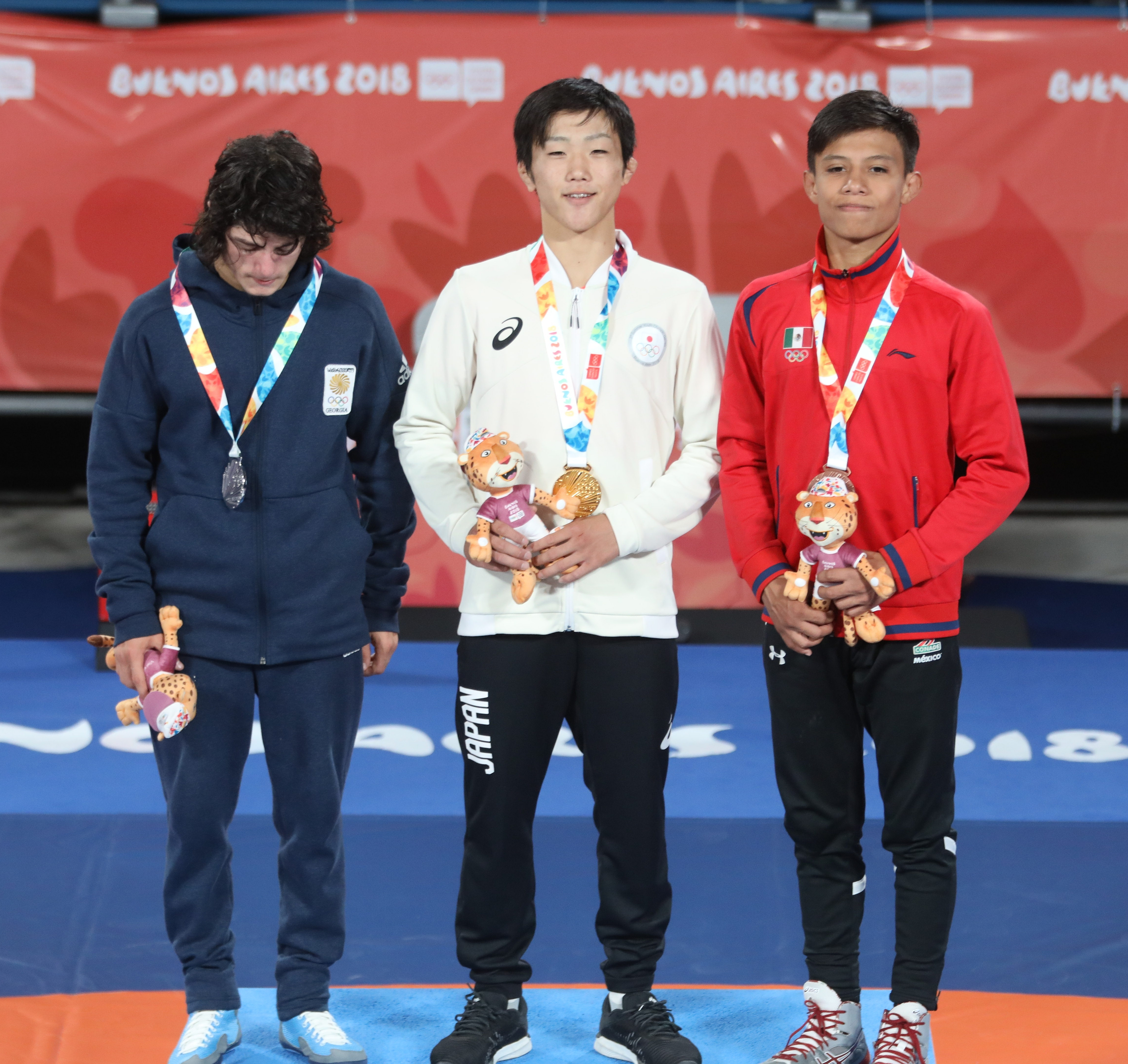
51 kg
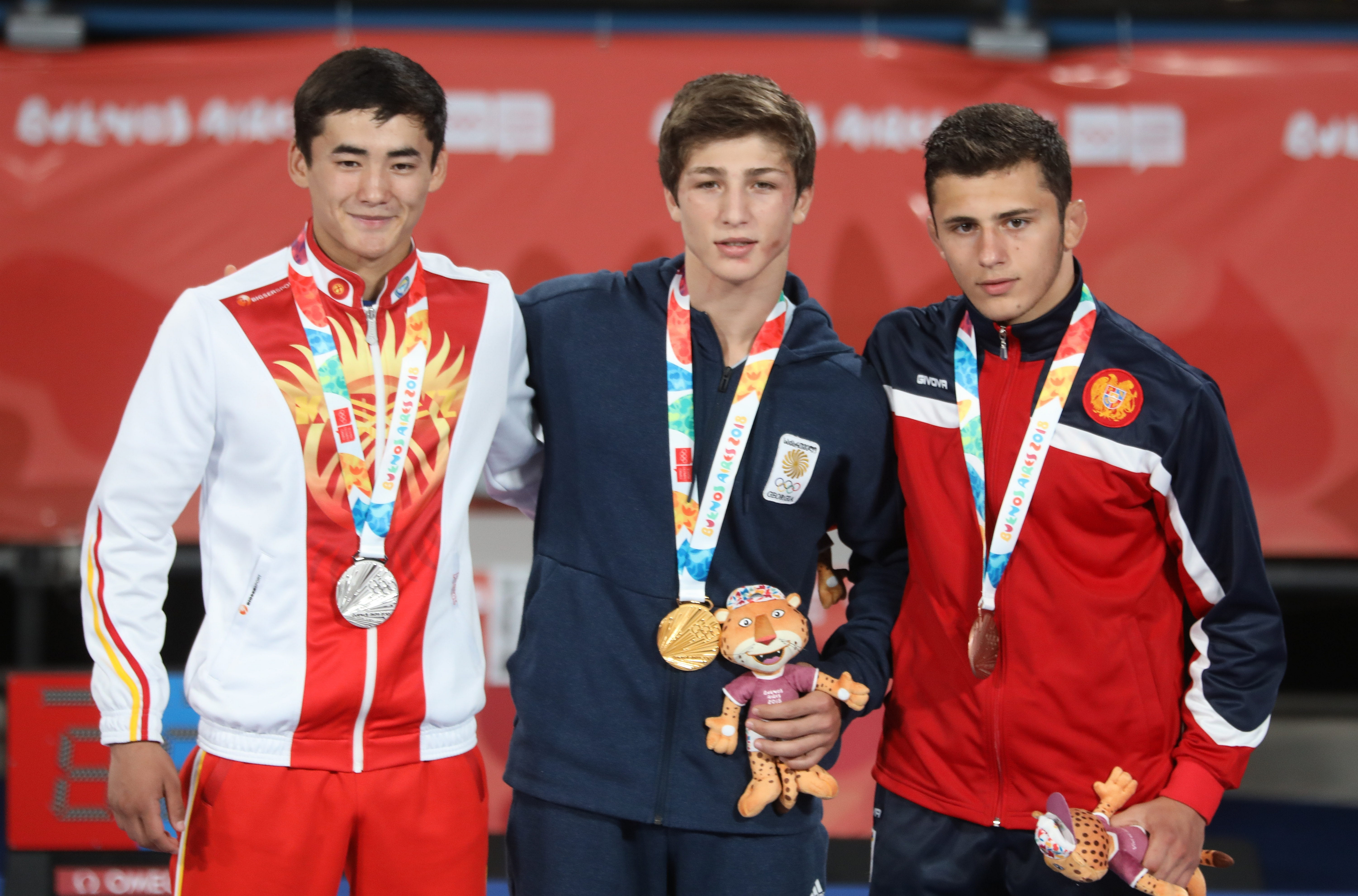
60 kg
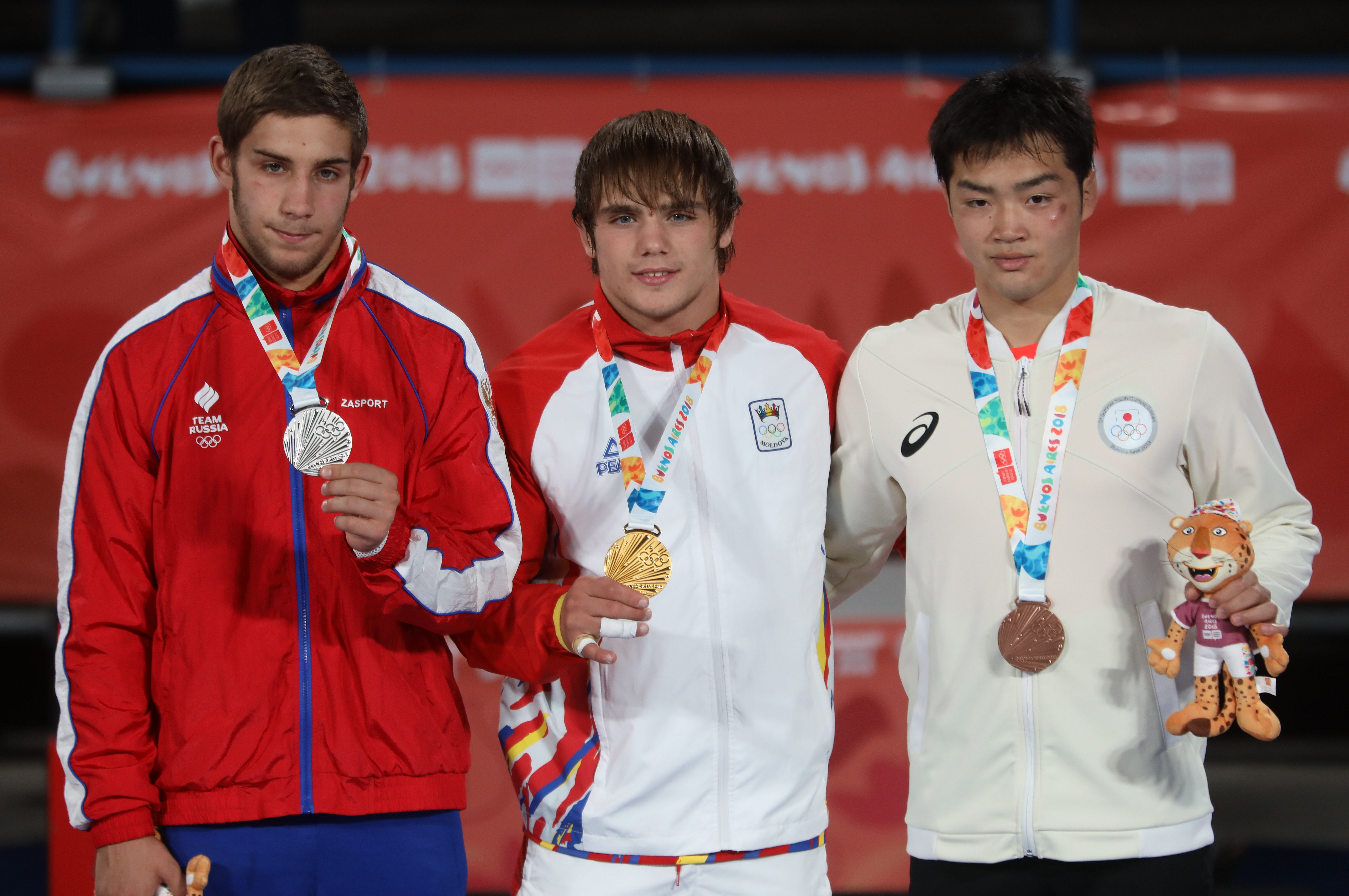
71 kg
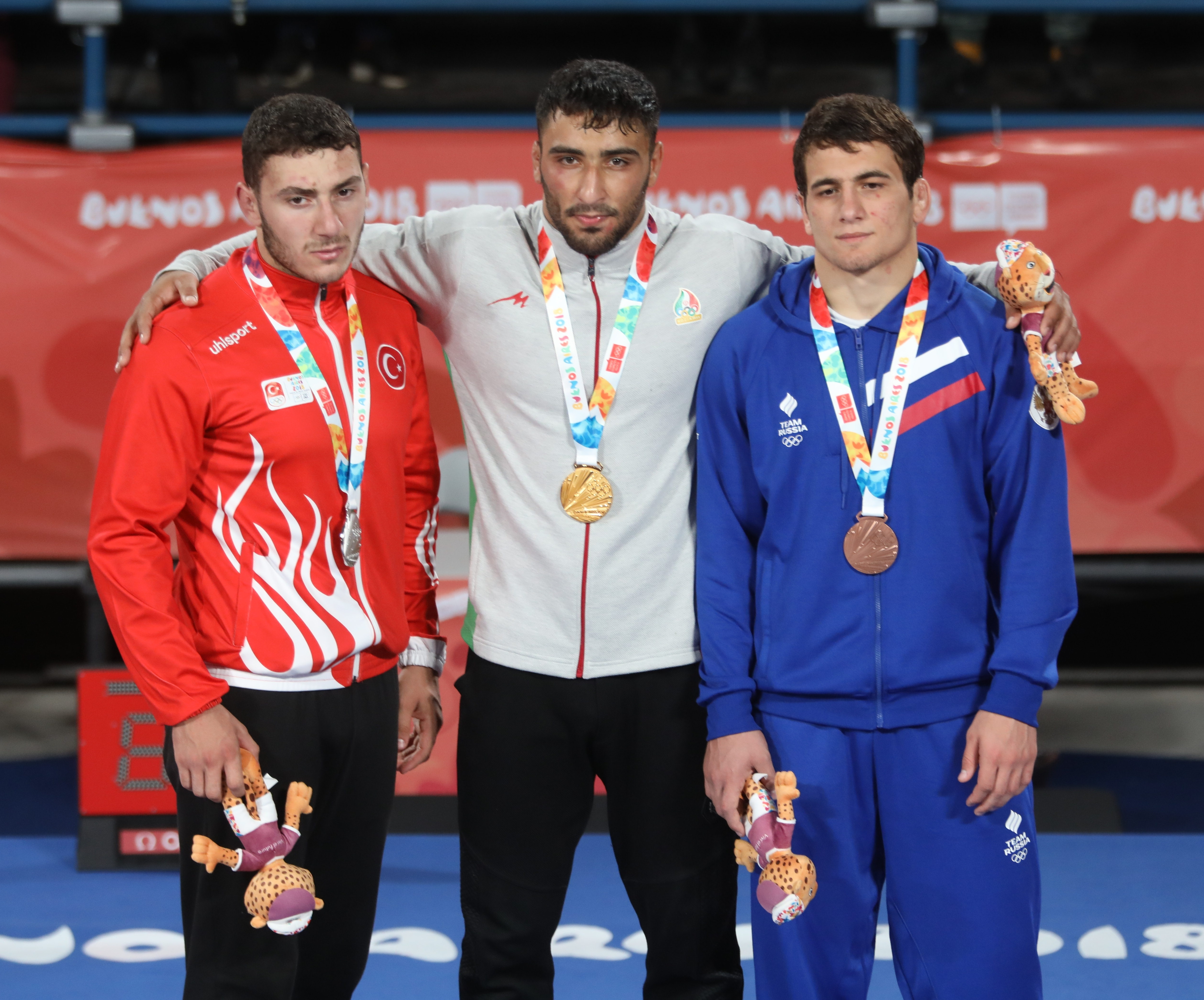
92 kg

## Compétition filles

### Libre
| Compétition | Or             | Argent             | Bronze            |
| ----------- | -------------- | ------------------ | ----------------- |
| 43 kg       | Emily Shilson  | Simran Simran      | Shahana Nazarova  |
| 49 kg       | Jonna Malmgren | Shokhida Akhmedova | Natallia Varakina |
| 57 kg       | Nonoka Ozaki   | Anna Szél          | Anastasia Blayvas |
| 65 kg       | Zhou Xinru     | Oksana Chudyk      | Oyun-Erdene Tamir |
| 73 kg       | Milaimys Marín | Linda Machuca      | Yuka Kagami       |